# Felipe Melo
Felipe Melo de Carvalho (Volta Redonda, Río de Janeiro, Brasil, 26 de junio de 1983) es un exfutbolista brasileño nacionalizado español. Jugaba como centrocampista o  defensa y su último equipo fue el  Fluminense Football Club.

## Trayectoria
Felipe Melo inició su carrera profesional jugando en el Flamengo en el 2001, en el 2003 se trasladó al Cruzeiro donde disputó 29 encuentros y marcó un gol. Al año siguiente fue trasferido al Grêmio por el Racing de Santander en 2005 siendo Manuel Huerta su presidente y Manolo Preciado el entrenador. En la temporada 2006-2007 sufrió una importante lesión que le llevó de ser titular en los primeros partidos a apenas contar para el entrenador Miguel Ángel Portugal.
En un encuentro de la temporada 2006-07 contra el Barcelona tuvo que ponerse de portero encajando un gol de penalti. Tras su paso por el Racing de Santander, en julio de 2007 fichó por la Unión Deportiva Almería de la Primera división española por 5 temporadas, de las que sólo cumplió una ya que la excelente campaña realizada por su regularidad y continuidad fue una pieza clave en el club almeriense e hizo que la Fiorentina se fijara en él y lo fichara para la temporada 2008-09. En julio de 2009 fue transferido a la Juventus. Luego de dos temporadas con el equipo bianconero fue cedido en préstamo con opción de compra al Galatasaray de Turquía.

## Selección nacional
Ha sido internacional con la selección de fútbol de Brasil en 22 ocasiones y ha marcado 2 goles. Debutó en la selección el 10 de febrero de 2009 en un encuentro amistoso ante la selección italiana disputado en Londres. Su primer gol lo anotó el 1 de abril de 2009 ante la selección del Perú en un encuentro por las eliminatorias para la Copa Mundial de Fútbol de 2010. En junio de 2009 formó parte de la plantilla de la selección brasileña que conquistó el título de la Copa FIFA Confederaciones 2009.
También formó parte del plantel que viajó a Sudáfrica para participar en la Copa Mundial de 2010, donde disputó cuatro partidos. En el encuentro ante Países Bajos por los cuartos de final en Puerto Elizabeth, asistió a Robinho para que anotara el primer gol del partido a los 10 minutos, y a los 53 minutos del segundo tiempo anotaría un autogol que finalmente fue adjudicado por la FIFA a Wesley Sneijder y significaría el empate de Países Bajos. Posteriormente, Melo se iría expulsado a los 73 minutos por el árbitro Yūichi Nishimura por una entrada violenta sobre el extremo neerlandés Arjen Robben. Finalmente el conjunto neerlandés ganó el encuentro 2-1 y significó la eliminación del seleccionado brasileño. En el regreso a Brasil, Felipe Melo recibió críticas por parte de la afición, quienes lo responsabilizaban por la eliminación del Mundial.

### Participaciones en Copas del Mundo
| Mundial                        | Sede      | Resultado        | Partidos | Goles |
| ------------------------------ | --------- | ---------------- | -------- | ----- |
| Copa Mundial de Fútbol de 2010 | Sudáfrica | Cuartos de final | 4        | 0     |

## Estadísticas
Actualizado al último partido disputado el 21 de septiembre de 2024.
| Club                         | Div.          | Temporada     | Liga  | Liga   | Liga  | Estatal | Estatal | Estatal | Copas nacionales | Copas nacionales | Copas nacionales | Copas internacionales | Copas internacionales | Copas internacionales | Total | Total  | Total |
| Club                         | Part.         | Temporada     | Goles | Asist. | Part. | Goles   | Asist.  | Part.   | Goles            | Asist.           | Part.            | Goles                 | Asist.                | Part.                 | Goles | Asist. |       |
| ---------------------------- | ------------- | ------------- | ----- | ------ | ----- | ------- | ------- | ------- | ---------------- | ---------------- | ---------------- | --------------------- | --------------------- | --------------------- | ----- | ------ | ----- |
| C. R. Flamengo · Brasil      | 1.ª           | 2001          | 3     | 1      | 0     | —       | —       | —       | —                | —                | —                | —                     | —                     | —                     | 3     | 1      | 0     |
| C. R. Flamengo · Brasil      | 1.ª           | 2002          | 21    | 2      | 0     | —       | —       | —       | —                | —                | —                | 6                     | 2                     | 0                     | 27    | 4      | 0     |
| C. R. Flamengo · Brasil      | 1.ª           | 2003          | 2     | 0      | 0     | —       | —       | —       | —                | —                | —                | —                     | —                     | —                     | 2     | 0      | 0     |
| C. R. Flamengo · Brasil      | Total club    | Total club    | 26    | 3      | 0     | 0       | 0       | 0       | 0                | 0                | 0                | 6                     | 2                     | 0                     | 32    | 5      | 0     |
| Cruzeiro E. C. · Brasil      | 1.ª           | 2003          | 31    | 2      | 0     | —       | —       | —       | —                | —                | —                | 2                     | 0                     | 0                     | 33    | 2      | 0     |
| Cruzeiro E. C. · Brasil      | 1.ª           | 2004          | —     | —      | —     | —       | —       | —       | —                | —                | —                | 3                     | 1                     | 0                     | 3     | 1      | 0     |
| Cruzeiro E. C. · Brasil      | Total club    | Total club    | 31    | 2      | 0     | 0       | 0       | 0       | 0                | 0                | 0                | 5                     | 1                     | 0                     | 36    | 3      | 0     |
| Grêmio · Brasil              | 1.ª           | 2004          | 19    | 3      | 0     | —       | —       | —       | —                | —                | —                | 2                     | 0                     | 0                     | 21    | 3      | 0     |
| Grêmio · Brasil              | Total club    | Total club    | 19    | 3      | 0     | 0       | 0       | 0       | 0                | 0                | 0                | 2                     | 0                     | 0                     | 21    | 3      | 0     |
| R. C. D. Mallorca · España   | 1.ª           | 2004-05       | 8     | 0      | 0     | —       | —       | —       | —                | —                | —                | —                     | —                     | —                     | 8     | 0      | 0     |
| R. C. D. Mallorca · España   | Total club    | Total club    | 8     | 0      | 0     | 0       | 0       | 0       | 0                | 0                | 0                | 0                     | 0                     | 0                     | 8     | 0      | 0     |
| Racing de Santander · España | 1.ª           | 2005-06       | 33    | 3      | 0     | —       | —       | —       | 1                | 0                | 0                | —                     | —                     | —                     | 34    | 3      | 0     |
| Racing de Santander · España | 1.ª           | 2006-07       | 15    | 3      | 0     | —       | —       | —       | —                | —                | —                | —                     | —                     | —                     | 15    | 3      | 0     |
| Racing de Santander · España | Total club    | Total club    | 48    | 6      | 0     | 0       | 0       | 0       | 1                | 0                | 0                | 0                     | 0                     | 0                     | 49    | 6      | 0     |
| U. D. Almería · España       | 1.ª           | 2007-08       | 34    | 7      | 0     | —       | —       | —       | 1                | 0                | 0                | —                     | —                     | —                     | 35    | 7      | 0     |
| U. D. Almería · España       | Total club    | Total club    | 34    | 7      | 0     | 0       | 0       | 0       | 1                | 0                | 0                | 0                     | 0                     | 0                     | 35    | 7      | 0     |
| ACF Fiorentina · Italia      | 1.ª           | 2008-09       | 29    | 2      | 1     | —       | —       | —       | 1                | 0                | 0                | 10                    | 0                     | 0                     | 40    | 2      | 1     |
| ACF Fiorentina · Italia      | Total club    | Total club    | 29    | 2      | 1     | 0       | 0       | 0       | 1                | 0                | 0                | 10                    | 0                     | 0                     | 40    | 2      | 1     |
| Juventus de Turín · Italia   | 1.ª           | 2009-10       | 29    | 3      | 0     | —       | —       | —       | 2                | 0                | 0                | 9                     | 0                     | 0                     | 40    | 3      | 0     |
| Juventus de Turín · Italia   | 1.ª           | 2010-11       | 29    | 1      | 0     | —       | —       | —       | 2                | 0                | 0                | 7                     | 0                     | 0                     | 38    | 1      | 0     |
| Juventus de Turín · Italia   | Total club    | Total club    | 58    | 4      | 0     | 0       | 0       | 0       | 4                | 0                | 0                | 16                    | 0                     | 0                     | 78    | 4      | 0     |
| Galatasaray S. K. Turquía    | 1.ª           | 2011-12       | 36    | 12     | 1     | —       | —       | —       | 0                | 0                | 0                | —                     | —                     | —                     | 36    | 12     | 0     |
| Galatasaray S. K. Turquía    | 1.ª           | 2012-13       | 26    | 1      | 4     | —       | —       | —       | —                | —                | —                | 9                     | 0                     | 1                     | 35    | 1      | 5     |
| Galatasaray S. K. Turquía    | 1.ª           | 2013-14       | 30    | 1      | 4     | —       | —       | —       | 9                | 1                | 0                | 8                     | 1                     | 0                     | 47    | 3      | 4     |
| Galatasaray S. K. Turquía    | 1.ª           | 2014-15       | 20    | 1      | 0     | —       | —       | —       | 8                | 1                | 0                | 6                     | 0                     | 0                     | 34    | 2      | 0     |
| Galatasaray S. K. Turquía    | 1.ª           | 2015–16       | 2     | 0      | 0     | —       | —       | —       | —                | —                | —                | —                     | —                     | —                     | 2     | 0      | 0     |
| Galatasaray S. K. Turquía    | Total club    | Total club    | 114   | 15     | 9     | 0       | 0       | 0       | 17               | 2                | 0                | 23                    | 1                     | 1                     | 154   | 18     | 10    |
| Inter de Milán · Italia      | 1.ª           | 2015-16       | 26    | 1      | 1     | —       | —       | —       | 2                | 0                | 0                | —                     | —                     | —                     | 28    | 1      | 1     |
| Inter de Milán · Italia      | 1.ª           | 2016-17       | 5     | 0      | 0     | —       | —       | —       | —                | —                | —                | 5                     | 0                     | 0                     | 10    | 0      | 0     |
| Inter de Milán · Italia      | Total club    | Total club    | 31    | 1      | 1     | 0       | 0       | 0       | 2                | 0                | 0                | 5                     | 0                     | 0                     | 38    | 1      | 1     |
| S. E. Palmeiras · Brasil     | 1.ª           | 2017          | 10    | 0      | 1     | 13      | 2       | 0       | 3                | 0                | 0                | 4                     | 0                     | 0                     | 30    | 2      | 1     |
| S. E. Palmeiras · Brasil     | 1.ª           | 2018          | 29    | 2      | 1     | 13      | 0       | 1       | 5                | 1                | 0                | 8                     | 0                     | 1                     | 55    | 3      | 3     |
| S. E. Palmeiras · Brasil     | 1.ª           | 2019          | 24    | 3      | 1     | 11      | 1       | 0       | 4                | 0                | 0                | 9                     | 2                     | 0                     | 48    | 6      | 1     |
| S. E. Palmeiras · Brasil     | 1.ª           | 2020          | 15    | 0      | 0     | 13      | 1       | 0       | 4                | 0                | 1                | 6                     | 0                     | 0                     | 38    | 1      | 1     |
| S. E. Palmeiras · Brasil     | 1.ª           | 2021          | 24    | 1      | 0     | 7       | 0       | 0       | 3                | 0                | 1                | 12                    | 0                     | 0                     | 46    | 1      | 1     |
| S. E. Palmeiras · Brasil     | Total club    | Total club    | 102   | 6      | 3     | 57      | 4       | 1       | 19               | 1                | 2                | 39                    | 2                     | 1                     | 217   | 13     | 7     |
| Fluminense F. C. · Brasil    | 1.ª           | 2022          | 24    | 0      | 0     | 6       | 0       | 0       | 4                | 0                | 0                | 4                     | 0                     | 0                     | 38    | 0      | 0     |
| Fluminense F. C. · Brasil    | 1.ª           | 2023          | 19    | 2      | 0     | 11      | 0       | 0       | 3                | 1                | 0                | 12                    | 0                     | 0                     | 45    | 3      | 0     |
| Fluminense F. C. · Brasil    | 1.ª           | 2024          | 10    | 0      | 0     | 4       | 0       | 0       | 1                | 0                | 0                | 10                    | 0                     | 0                     | 25    | 0      | 0     |
| Fluminense F. C. · Brasil    | Total club    | Total club    | 53    | 2      | 0     | 21      | 0       | 0       | 8                | 1                | 0                | 26                    | 0                     | 0                     | 108   | 3      | 0     |
| Fluminense F. C. · Brasil    | Total carrera | Total carrera | 553   | 51     | 14    | 78      | 4       | 1       | 53               | 4                | 2                | 132                   | 6                     | 2                     | 817   | 65     | 19    |

## Palmarés

### Campeonatos regionales
| Título              | Equipo           | Estado         | Año  |
| ------------------- | ---------------- | -------------- | ---- |
| Campeonato Carioca  | C. R. Flamengo   | Río de Janeiro | 2001 |
| Campeonato Mineiro  | Cruzeiro E. C.   | Minas Gerais   | 2003 |
| Campeonato Mineiro  | Cruzeiro E. C.   | Minas Gerais   | 2004 |
| Campeonato Paulista | S. E. Palmeiras  | São Paulo      | 2020 |
| Campeonato Carioca  | Fluminense F. C. | Río de Janeiro | 2022 |
| Campeonato Carioca  | Fluminense F. C. | Río de Janeiro | 2023 |

### Campeonatos nacionales
| Título            | Equipo            | País    | Año     |
| ----------------- | ----------------- | ------- | ------- |
| Copa dos Campeões | C. R. Flamengo    | Brasil  | 2001    |
| Copa de Brasil    | Cruzeiro E. C.    | Brasil  | 2003    |
| Serie A           | Cruzeiro E. C.    | Brasil  | 2003    |
| Süper Lig         | Galatasaray S. K. | Turquía | 2011-12 |
| Supercopa         | Galatasaray S. K. | Turquía | 2012    |
| Süper Lig         | Galatasaray S. K. | Turquía | 2012-13 |
| Supercopa         | Galatasaray S. K. | Turquía | 2013    |
| Copa de Turquía   | Galatasaray S. K. | Turquía | 2013-14 |
| Copa de Turquía   | Galatasaray S. K. | Turquía | 2014-15 |
| Süper Lig         | Galatasaray S. K. | Turquía | 2014-15 |
| Supercopa         | Galatasaray S. K. | Turquía | 2015    |
| Copa de Turquía   | Galatasaray S. K. | Turquía | 2015-16 |
| Serie A           | S. E. Palmeiras   | Brasil  | 2018    |
| Copa de Brasil    | S. E. Palmeiras   | Brasil  | 2020    |

### Campeonatos internacionales
| Títulos                      | Equipo              | Sede           | Año  |
| ---------------------------- | ------------------- | -------------- | ---- |
| Copa Confederaciones         | Selección de Brasil | Sudáfrica      | 2009 |
| Copa Libertadores de América | S. E. Palmeiras     | Río de Janeiro | 2020 |
| Copa Libertadores de América | S. E. Palmeiras     | Montevideo     | 2021 |
| Copa Libertadores de América | Fluminense F. C.    | Río de Janeiro | 2023 |
| Recopa Sudamericana          | Fluminense F. C.    | Río de Janeiro | 2024 |